# Texobius unicus
Texobius unicus är en mångfotingart som beskrevs av Chamberlin och Stanley B. Mulaik 1940. Texobius unicus ingår i släktet Texobius och familjen stenkrypare. Inga underarter finns listade i Catalogue of Life.